# MPEG-4 część 14
MPEG-4 część 14 (MP4) – kontener multimedialny zawierający zazwyczaj strumień audio i wideo w standardzie MPEG-4. Oficjalne rozszerzenie pliku to *.MP4, lecz w przypadku plików zawierających jedynie strumień dźwięku (np. AAC lub Apple Lossless) stosuje się również rozszerzenie *.M4A.

## Zastosowanie
Technologia MP4 stosowana jest głównie w telefonach komórkowych (nagrywanie i oglądanie filmów), przenośnych odtwarzaczach MP3/MP4 i innych urządzeniach multimedialnych. Na komputerach PC odtwarzalne są między innymi przez programy takie jak: GOM Player, MPlayer, ALLPlayer, QuickTime czy RealPlayer (niektóre z tych programów do prawidłowego odtwarzania MP4 mogą potrzebować dodatkowych kodeków).

## 3GP a MP4
Wraz z rozwojami technologii informatycznej i telekomunikacyjnej - rosnąca moc obliczeniowa i spadającymi kosztami sprzętu kontener multimedialny 3GP został wyparty przez MP4 celem teoretycznej poprawy jakości. W rzeczywistość zestawy standardów 3GP i MP4 są podobne a niektóre mogą być nawet takie same, różnić się będą tylko rozszerzeniem, w jednym i drugim przypadku równie dobrze mogą występować też inne standardy, zależne są od możliwości danego urządzenia lub oprogramowania. Z reguły nowsze technologie mają większe możliwości, więc kontenerom MP4 przypisuje się większe parametry strumieniom danych typu rozdzielczość obrazu czy prędkość transmisji bitów, opcjonalnie mogą różnić się też kodekami od swoich uproszczonych wersji 3GP. Przy pomocy odpowiednich narzędzi tzw. wideo konwerterów z możliwością ustawiania parametrów strumienia audio i wideo można skonwertować plik multimedialny do formatu 3GP przewyższającego jakością przykładowy plik MP4. Podwyższone standardy kontenera zwiększają jednak wymagania odtwarzania, przez co poprawne działanie może być utrudnione lub nawet całkowicie niemożliwe na takim urządzeniu; podobnie będzie z MP4.

## Przykłady konfiguracji
Przykładowe parametry MP4 w przeciętnej jakości dla telefonu Sony Ericsson K850i
Obraz
Kodek: MPEG-4
Rozdzielczość:  320 × 240
Klatek na sekundę: 15 fps
Transmisja danych:  200 kbps
Dźwięk
Kodek: AAC
Częstotliwość próbkowania: 32 000 Hz
Transmisja danych: 64 kbps
Kanały: w zależności od potrzeby 1 albo 2

Przykładowe parametry MP4 w wysokiej jakości dla telefonu Sony Ericsson K850i
Obraz
Kodek: MPEG-4
Rozdzielczość:  320 × 240
Klatek na sekundę: 25 fps
Transmisja danych:  600 kbps
Dźwięk
Kodek: AAC
Częstotliwość próbkowania: 32 000 Hz
Transmisja danych: 64 kbps
Kanały: w zależności od potrzeby 1 albo 2